# Medicinska fakulteta v Osijeku
Medicinska fakulteta (izvirno hrvaško Medicinski fakultet u Osijeku), s sedežem v Osijeku, je fakulteta, ki je članica Univerze v Osijeku.